# Павле Анђео
Павле Анђео (алб. Pal Engjëlli, лат. Paulus Angelus) (1416–1470) је био драчки надбискуп који је 1462. године прва особа у историји која је записала у писаној форми речи албанског језика тако што је написао једну реченицу која се изговара приликом церемоније крштења употребљавајући слова латинског језика.
Реченица „ја те крстим у име Оца, и Сина, и Духа Светога“ коју је написао се на албанском језику зове (алб. Formula e pagëzimit) а пише се: Un'te paghesont' pr'emenit t'Atit e t'Birit e t'Spirit Senit., на енглеском (енгл. I baptize thee in the name of the Father and the Son and the Holy Spirit, на постојећој савременој абецеди албанског језика се пише алб. Unë të pagëzoj në emër të Atit, të Birit, e të Shpirtit të Shenjtë).
Оригинал документа се чува у Библиотеци Медичи Лауренцијана, а открио га је румунски византинолог Николаје Јорга 1915. године.